# Knochenarbeit (Roman)
‘Knochenarbeit (Originaltitel Death du Jour) ist der zweite Kriminalroman der US-amerikanischen Autorin Kathy Reichs aus dem Jahr 1999. Der Roman handelt von der forensischen Anthropologin Dr. Temperance „Tempe“ Brennan, die abwechseln in Montreal, Kanada, und in Charlotte, North Carolina, USA, lebt und an beiden Orten die örtliche Polizei bei der Identifizierung stark verwester und verbrannter Leichen unterstützt. In Knochenarbeit ist Tempe bei einer Vielzahl von Mordfällen involviert: Mord an sieben Personen und Brandstiftung in St. Jovite bei Quebec, eine Leiche mit Bissspuren auf der Île de Soers in Montreal und zwei Frauenleichen bei Beaufort in South Carolina. Wie sich herausstellt, sind diese Morde alle miteinander verknüpft, weil sie auf die Aktivitäten einer Sekte zurückgehen, die Abweichler mit dem Tod bestraft. Die Handlung kulminiert schließlich in einer Niederlassung der Sekte, wo Tempe und ihrem Kollegen Andrew Ryan mit Unterstützung der örtlichen Polizei es gelingt, der Sekte ihr Handwerk zu legen und sie von einem Massenselbstmord abzuhalten. Parallel zu diesen Mordfällen arbeitet Tempe auch noch an einem historischen Fall, der Exhumierung einer Nonne, die heiliggesprochen werden soll.
Der Roman Death du Jour ist der zweite Roman in der Krimireihe um Temperance Brennan von Kathy Reichs. Die Figur der Temperance Brennan diente auch als Inspiration für die lose darauf basierende Fernsehserie Bones – Die Knochenjägerin.

## Inhalt
Dr. Temperance „Tempe“ Brennan, forensische Anthropologin und Beraterin für das Laboratoire de Médicine Légale in Montreal, ist von der katholischen Kirche beauftragt, im Nonnenkloster Notre-Dame de l'Immaculée-Conception Ordensschwester Élisabeth Nicolet zu exhumieren und zu identifizieren. Nicolet lebte im 19. Jahrhundert und soll heiliggesprochen werden. Als die Exhumierung Nicolets gerade abgeschlossen ist, wird Tempe zu einem Tatort in St. Jovite gerufen, einem kleinen Ort bei Quebec. Dort ist ein Haus niedergebrannt und Tempes Expertise ist bei der Identifizierung von stark verbrannten Leichen gefragt. Bei der Durchsuchung des abgebrannten Hauses werden insgesamt sieben Leichen gefunden, darunter zwei Babys, Zwillinge, denen das Herz herausgeschnitten wurde. Im Keller des Hauses wird außerdem die Leiche einer Frau gefunden. Tempe stellt bei der Untersuchung ihrer Leiche fest, dass es sich um eine alte Frau handelt und dass sie vor dem Hausbrand in den Kopf geschossen wurde. Ein weiterer Mord, bei dem Tempe involviert wird, ist eine Leiche mit Bissspuren, die auf der Île des Soers gefunden wurde.
Parallel zu dem Fall in St. Jovite arbeitet Tempe weiter an der exhumierten Leiche von Élisabeth Nicolet, die sie noch identifizieren muss. Als Tempe bei der Untersuchung der Leiche ungeklärte Fragen hat, möchte sie genauer über das Leben der Élisabeth Nicolet und ihre Zeit recherchieren und wird an Daisy Jeannotte verwiesen, Professorin für religiöse Studien an der McGill University. Als Tempe Jeannotte besucht, stellt sie auch einige Fragen zu einer Studentin: Eine der Nonnen, Schwester Julienne, hat Tempe um Hilfe gebeten, weil ihre Nichte Anna Gayotte, eine Studentin an McGill, verschwunden ist. Tempe erhält von Jeannotte einige Materialien, aber sie ergänzt diese Materialien später noch um einige Kopien aus Zeitungen des 19. Jahrhunderts, um die Geschichte der Familie Nicolet nachzuvollziehen. Über Anna Gayotte hört sie nur einige Vermutungen ihrer Kommilitoninnen, dass diese in einer sektenähnlichen Gemeinschaft sein könnte.
Während Tempe noch an ihren Fällen arbeitet, wird sie überraschend von ihrer Schwester Harry besucht. Harry ist frisch getrennt von ihrem Mann und will in der Nähe von Montreal einen Selbsterfahrungskurs besuchen. Tempe verbringt einige Tage mit Harry und überlässt ihr schließlich ihre Wohnung, weil sie zu ihrem zweiten Lebensmittelpunkt, Charlotte in North Carolina, USA, fliegen will, wo sie während des Semesters als Professorin an der Universität unterrichtet. Als sich Zusammenhänge mit dem Fall in St. Jovite und einer Sekte in Beaufort, South Carolina, herausstellen, kommt ihr Kollege aus Montreal, Inspektor Andrew Ryan von der Mordkommission, ebenfalls nach Charlotte.
In Beaufort wird Tempe für einen weiteren Mordfall als forensische Expertin herangezogen: Auf einer isolierten Forschungsinsel für Affen werden zwei Frauenleichen gefunden. Während Tempe an diesem Mordfall arbeitet, unterstützt sie gleichzeitig Ryan bei der Verfolgung einer Spur im Mordfall St. Jovite: Diese Spur führt zu einer Sekte, die isoliert am Rand von Beaufort wohnt. Mehrere der Opfer von St. Jovite waren möglicherweise Angehörige der Sekte. Die Besuche der Polizei bleiben jedoch zunächst ohne Ergebnis, weil die Angehörigen der Sekte nicht sprechen wollen. Aufgrund der Informationen eines Mitglieds, der schwangeren Kathryn, verdichtet sich jedoch der Verdacht, dass die Toten in St. Jovite aus der Sekte geflohen und möglicherweise deshalb ermordet wurden.
Die Ereignisse spitzen sich zu, als die Sekte bei Beaufort plötzlich verschwindet. Die Ermittlungen und Tempes Nachforschungen nähren den Verdacht, dass es sich um eine Sekte mit Endzeiterwartungen handelt und dass die Sektenmitglieder auf dem Weg zu einem zentralen Treffpunkt sind, wo sie möglicherweise gemeinsam Selbstmord begehen werden. Es ergeben sich auch weitere Zusammenhänge zwischen den Morden in Beaufort und in St. Jovite, denn in beiden Fällen wurden die Opfer zuerst mit Rohypnol betäubt und das Gelände der Sekte in Beaufort und in St. Jovite gehören derselben Person.
Tempe begleitet Ryan auf seinem Weg zurück nach Montreal, weil ihre Schwester Harry verschwunden ist und Tempe sich Sorgen macht, dass Harry über die Selbstfindungskurse in die Hände einer Sekte gelangt ist. Einige Hinweise deuten darauf hin, dass es sich dabei möglicherweise um die Endzeitsekte aus Beaufort handelt. Ryan und Tempe gelingt es, Anna Gayotte Informationen zu entlocken, die sie zum möglichen Hauptquartier der Sekte in der Nähe von Montreal führt.
Im tiefsten Schneesturm gelangen Tempe und Ryan schließlich auf das Gelände der Sekte. Ryan wird beim Betreten des Geländes angeschossen, Tempe gefangen genommen. Ein Eingriff der örtlichen Polizei beendet den geplanten Selbstmord der Sektenmitglieder und rettet Ryan, Tempe und auch Harry, die dort gefangen gehalten wurde. Wie sich herausstellt, wurde die Familie in St. Jovite tatsächlich dafür ermordet, dass sie die Sekte verlassen hatte, ebenso die Opfer bei Beaufort und Île des Soers. Auf dem Gelände wird auch Daisy Jeannotte tot aufgefunden. Sie ist die Schwester eines führenden Sektenmitglieds und hat ihn bei seinen Aktivitäten trotz einiger Zweifel lange unterstützt, bis sie schließlich die Sekte aufhalten wollte und deshalb ermordet wurde.
Der Roman endet mit der Übergabe des Berichts zu Elisabeth Nicolet an das Nonnenkloster. Die forensischen Untersuchungen und Tempes Recherchen sorgen noch für eine Überraschung: Élisabeth Nicolet hat afro-amerikanische Wurzeln. Sie ist das Ergebnis einer Affaire ihrer Mutter, der Sängerin Eugénie Nicolet, mit einem Afrikaner von der Goldküste und Professor an der Universität Halle, Abo Gabassa, der wie Eugénie auf einer Europareise war.

## Form
Auch dem zweiten Roman ist anzumerken, dass die Autorin – ebenso wie ihre Protagonistin Tempe Brennan – von Beruf forensische Anthropologin ist. Angesichts der sehr detaillierten und fundierten Schilderungen ihrer Autopsien schrieb ein Kritiker, der Roman sei „die beste Werbebroschüre für den Beruf des forensischen Anthropologen“, die er kenne. Wie bei allen ihren Büchern bindet Reichs auch bei Knochenarbeit eigene Erfahrungen in das Geschehen ein. In diesem Fall sind es die Erfahrungen, die sie bei Untersuchungen von Vorfällen im Zusammenhang mit der Sonnentempler-Sekte sammelte.

## Stellung in der Literaturgeschichte
Death du Jour ist der zweite Kriminalroman in einer Krimireihe mit der forensischen Anthropologin Temperance Brennan als Hauptperson. Die Krimireihe gehört gemeinsam mit den Romanen von Patricia Cornwell zu den Hauptvertretern des Genres "forensischer Kriminalroman".

## Rezeption
Die Kriminalromane von Kathy Reichs entwickelten sich in den 1990er und 2000er Jahren zu internationalen Bestsellern. In Publishers Weekly wird Reichs für die überzeugende Darstellung ihrer Heldin in Death du Jour gelobt, ebenso wie die drastische Beschreibung der Leichen in allen Einzelheiten und die Erläuterung der wissenschaftlichen Arbeit der Forensik.
Die Figur der Temperance Brennan von Kathy Reichs diente auch als Inspiration für die Fernsehserie Bones.

### Textausgaben
- Kathy Reichs: Death du Jour. Scribner, New York 1999, ISBN 0-684-84118-5. (Erstausgabe)
- Kathy Reichs: Death du Jour. Pocket Star, 2000, ISBN 0-671-01137-5.
- Kathy Reichs: Knochenarbeit. Aus dem Englischen von Klaus Berr. Blanvalet, München 2001, ISBN 3-442-35393-9. (deutsche Übersetzung)

### Sekundärliteratur
- Death du Jour (Buchrezension). In: Publishers Weekly (publishersweekly.com, letzter Zugriff am 17. August 2019).
- Patricia Craig: Death du Jour (Buchrezension). In: Times Literary Supplement, 25. Juni 1999, letzter Zugriff am 25. August 2019.